# Estação Frunzenskaia (metro de São Petersburgo)
Frunzenskaia (em russo:  Фрунзенская) é uma das estações da linha Moskovsko-Petrogradskaia (Linha 2) do metro de São Petersburgo, na Rússia. Estação «Frunzenskaia» está localizada entre as estações «Tekhnologitcheskii Institut» (ao norte) e «Moskovskie Vorota» (ao sul).